# 羟砷锌铅石
羟砷锌铅石（英語：Arsendescloizite）是一種鉛鋅礦物，類似羟钒锌铅石（descloizite）的砷酸鹽物。於1982年獲得IMA批准的礦物。

## 屬性
羟砷锌铅石是砷钙镁石－羟钒锌铅石（descloizite）礦物組的成員，其晶體呈片狀到楔形，在{001}方向的晶體呈板狀，並成玫瑰狀的聚集體。成分由鉛（48.35%）、氧（18.67%）、砷（17.48%）、鋅（18.99%）組成，並含有少量的氫（0.24%）。從成分分析，這種礦物有時被認爲類似砷锌钙石的含鉛礦物或類似砷铜铅石（duftite）的含鋅礦物。

### 產地
羟砷锌铅石的標準產地在納米比亞的Tsumeb礦，其它產地包括英國坎布里亞郡和墨西哥的杜蘭戈。羟砷锌铅石為產於金屬礦床中的熱液氧化帶中的次生礦物，與輝銅礦、石英、砷鉛礦、針鐵礦和矽鋅礦伴生。